# MATE
A MATE egy szabad grafikus felhasználói felület (2011-ben a GNOME alapján készült). Nevét a fejlesztők a dél-amerikai maté cserje (és a belőle készült tea) alapján adták.
A MATE gyakorlatilag a GNOME2 forkja.

## Történet
A MATE asztali környezet úgy indult, hogy sokan elégedetlenek voltak a GNOME fejlesztési irányával. Így 2011-ben elkészült az új környezet első kiadása.

## Elemek
A MATE új néven indította az alapvető összetevőket amellett, hogy ráadásul teljesen új alkalmazásokat is írt a már gazdagon meglévők mellé. Az új nevek többsége már spanyolul van:
- Caja (doboz) – fájlkezelő (a Nautilus új verziója)
- Pluma (toll) – szövegszerkesztő (a Gedit új verziója)
- Eye of MATE – képnéző (az Eye of GNOME új verziója)
- Atril (olvasópolc) – documentumnéző (az Evince alapján készült)
- Engrampa (kapocs) – archívumkezelő (a File Roller alapján)
- MATE Terminál – terminál emulátor (A GNOME terminál alapján)
- Marco (keret) – alapértelmezett ablakkezelő összetevő (a Metacity alapján)

## Továbbfejlesztés
A MATE teljesen még csak a GTK+2 eszközkészletet támogatja, de az 1.8-as verzióra már majdnem teljesen elkészült a GTK+3 támogatás is.  A projektet a Linux Mint fejlesztői nagyban támogatják: 
A MATE asztali környezetet a többiek közt (KDE, Gnome 3, Xfce és így tovább) értékeljük ... a Linux Mint korábbi kiadásaiban tapasztalható GNOME2 népszerűség alapján nagy elkötelezettséggel támogatjuk és hasonló módon részt veszünk a fejlesztésben.
Mindemellett ma már a Debian (a 8.0 Jessie verzió óta), a kezdeti fejlesztést támogató Arch Linux és minden általános GNU/Linux disztribúció is támogatja.
A Caja fájlkezelőhöz adott egyik korai fejlesztés például a visszavonás/ismétlés  és a fájlcserék különbség nézete. 
A MATE 1.6 sok elavult függvénytárat leadott, a mate-conf (GConf változat) beállítórendszertől a sokkal általánosabb GSettings beállításra állt át, továbbá többek között a mate-corba (Bonobo modelltől) ugyanígy a sokkal általánosabb D-Bus objektum-modellre állt át.
A MATE 1.26.0 2021. augusztus 10-én jelent meg.